# Arcidiocesi di Nidaros

Mappa della provincia ecclesiastica di Nidaros tra il 1153 e il 1387.

L'arcidiocesi di Nidaros (in latino: Archidioecesis Nidrosiensis) è una sede soppressa della Chiesa cattolica.

## Storia

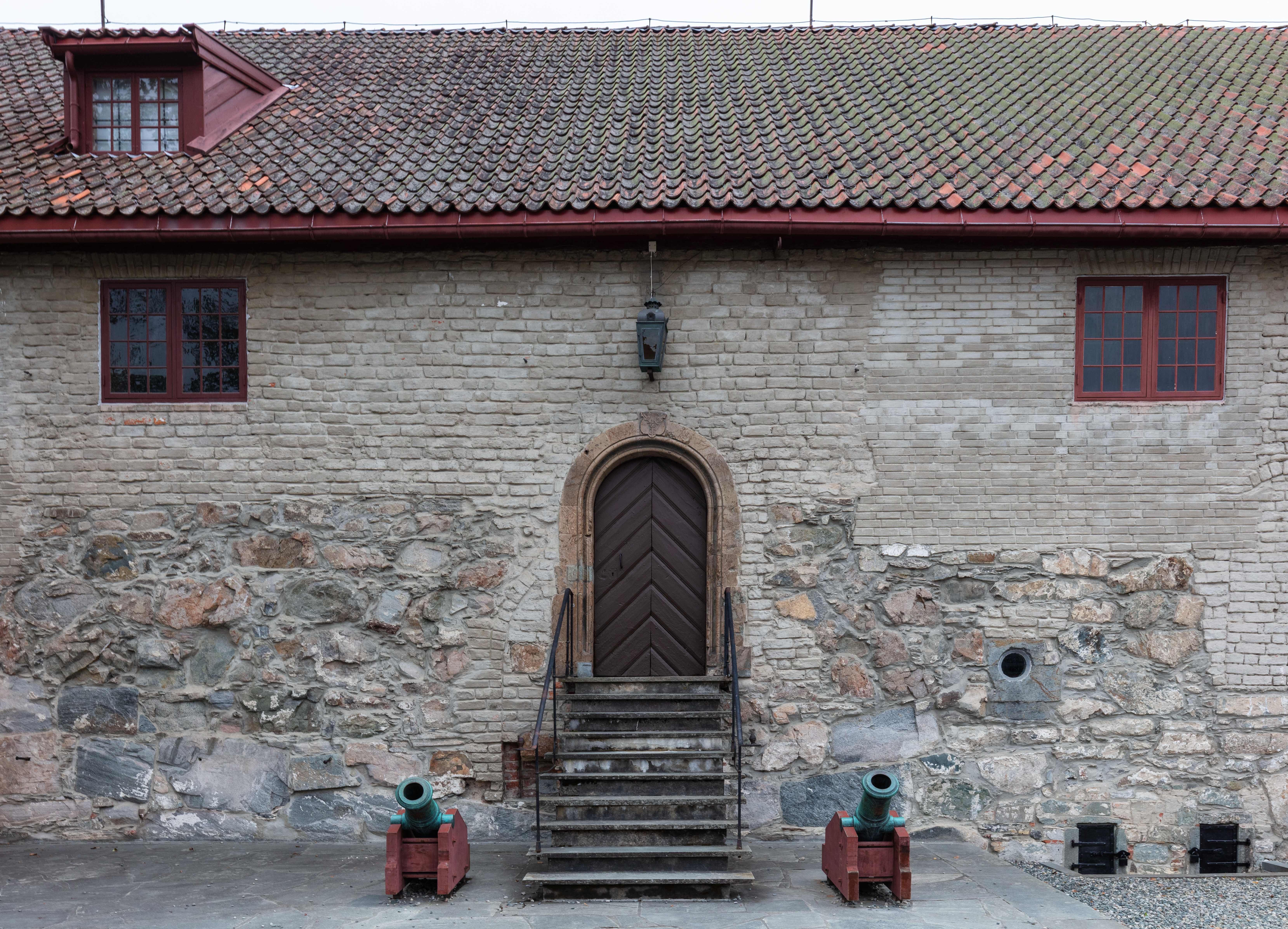
Palazzo arcivescovile

La diocesi di Nidaros fu eretta nel 1030.
Attorno al 1070 furono iniziati i lavori per la costruzione della cattedrale, dedicata alla Santissima Trinità, che fu ultimata verso la fine del XIII secolo.
Nel 1104 entrò a far parte della provincia ecclesiastica dell'arcidiocesi di Lund.
Nel 1153 fu elevata al rango di arcidiocesi metropolitana. Al momento della soppressione della gerarchia cattolica, l'arcidiocesi comprendeva le seguenti suffraganee: Oslo, Bergen, Stavanger, Hamar, Fær Øer, Skálholt, Hólar, Garðar. Fino al 1472 avevano fatto parte della provincia ecclesiastica di Nidaros anche la diocesi delle Orcadi e la diocesi di Sodor o delle Isole, nella Scozia.
In seguito alla riforma protestante, l'arcidiocesi cattolica fu soppressa nel 1537 e de facto sostituita dall'omonima diocesi luterana della Chiesa di Norvegia. Nidaros rimase comunque un importante centro religioso anche in seguito e la sua cattedrale il luogo delle incoronazioni dei Re di Norvegia.
Dal 1979 la città è sede della prelatura territoriale di Trondheim, eretta nel 1931 come missione sui iuris.

## Cronotassi dei vescovi
- Jon Sigurd † (circa 1032 - circa 1050)
- Grimkjell †
- Sigurd † (circa 1050)
- Adalbrikt † (circa 1080 - circa 1090)
- Simon † (circa 1103 - circa 1130)
- Ivar Kalfsson † (dopo il 1139 - ? deceduto)
- Reidar † (? - 1151 deceduto)
- Jon Birgisson † (1152 - 1157 deceduto)
- Sant'Eystein Erlendsson † (1157/1161 - 31 dicembre 1188 deceduto)
- Eirik Ivarsson † (1189 - 1205 dimesso)
- Tore I † (1206 - 8 agosto 1214 deceduto)
- Guttorm † (1215 - 6 febbraio 1224 deceduto)
- Peter av Husastad † (1224 - 9 ottobre 1226 deceduto)
- Tore II † (1227 - 7 aprile 1230 deceduto)
- Sigurd Eindridesson † (1230/1231 - 6 marzo 1252 deceduto)
- Sørle † (3 febbraio 1253 - 1º maggio 1254 deceduto)
- Einar † (12 marzo 1255 - 1263 deceduto)
  - Birgir † (1263/1264) (vescovo eletto)
- Håkon † (1265 - 18 agosto 1267 deceduto)
- Jon Raude † (24 giugno 1268 - 21 dicembre 1282 deceduto)
  - Narve, O.P. † (vescovo eletto)
- Jørund † (15 febbraio 1287 - 11 aprile 1309 deceduto)
- Eiliv Korte Arnason † (4 dicembre 1310 - 2 novembre 1332 deceduto)
- Pål Bårdsson † (26 novembre 1333 - 1º febbraio 1346 deceduto)
- Arne Vade Einarsson † (30 agosto 1346 - 17 ottobre 1349 deceduto)
- Olav, O.S.B. † (3 novembre 1350 - 1371 deceduto)
- Trond Gardarsson † (22 ottobre 1371 - 1381 deceduto)
  - Hacon Ivari † (1381) (vescovo eletto)
- Nicolaus Rusare † (1382 - 1386 deceduto)
- Vinald Henriksson † (7 giugno 1387 - 1402 deceduto)
- Eskill † (20 dicembre 1402 - 11 marzo 1428 deceduto)
- Aslak Bolt † (27 dicembre 1429 - maggio 1449 deceduto)
  - Olav † (1450) (vescovo eletto)
- Henrik Kalteisen, O.P. † (28 febbraio 1452 - 1459 nominato vescovo titolare di Cesarea di Palestina)
- Olav Trondsson † (14 febbraio 1459 - 1474 deceduto)
- Gaute † (14 giugno 1475 - 14 maggio 1510 deceduto)
- Erik Valkendorf † (14 agosto 1510 - 28 novembre 1522 deceduto)
- Olav Engelbrektsson † (9 dicembre 1523 - 1538 deceduto)